# Gierałtów Wykroty
Gierałtów Wykroty – stacja kolejowa w Gierałtowie na linii kolejowej nr 297 Lubań Śląski – Węgliniec, w powiecie lubańskim, w województwie dolnośląskim, w Polsce.

## Ruch pasażerski
| Rok  | Wymiana pasażerska na dobę |
| ---- | -------------------------- |
| 2017 | 10-19                      |
| 2022 | 20-49                      |